# Tollette
Tollette é uma cidade  localizada no estado americano de Arkansas, no Condado de Howard.

## Demografia
Segundo o censo americano de 2000, a sua população era de 324 habitantes.
Em 2006, foi estimada uma população de 326, um aumento de 2 (0.6%).

## Geografia
De acordo com o United States Census Bureau, a localidade tem uma área de 2,4 km², sem área coberta por água.

## Localidades na vizinhança
O diagrama seguinte representa as localidades num raio de 24 km ao redor de Tollette.